# Nestor (positie)
Een nestor of doyen is de persoon die binnen een groep de oudste is, of het langst deel uitmaakt van de groep. Het begrip is afgeleid van de naam Nestor, koning van Pylos, die nog op hoge leeftijd als vorst ten strijde trok tegen de Trojanen.

## Bestuur en politiek
Een nestor in bestuur en politiek is in het algemeen de functionaris met de meeste dienstjaren (senioriteit of anciënniteit) in het betreffende politiek orgaan. Bij een gelijk aantal dienst- of zittingsjaren telt het eerste jaar van verkiezing c.q. benoeming en anders het oudste in leeftijd. Als men tussentijds een of meer jaren of termijnen uit het orgaan weggeweest is, dan telt die periode niet mee bij het bepalen van het werkelijke ambts- of dienstverband. 

In een gemeenteraad in Nederland is het raadslid met de meeste dienstjaren de nestor van de raad en wordt in het algemeen als plaatsvervangend voorzitter van de gemeenteraad aangewezen. (N.B. de burgemeester fungeert nog steeds als voorzitter van de Gemeenteraad).
De nestor van de huidige Tweede Kamer is Geert Wilders, die sinds 25 augustus 1998 met een korte onderbreking deel uitmaakt van de Tweede Kamer met zijn partij PVV. Van de tien langstzittende politici in de Tweede Kamer horen er zeven tot de PVV-fractie. Bij de huidige Eerste Kamer is dat Tiny Kox, senator namens de SP sinds 10 juni 2003.
Bij commissarissen van de Koning in Nederland wordt de langstzittende in functie 'doyen' genoemd.